# Uruguay en la Copa Mundial de Rugby de 2023
La Selección de rugby de Uruguay fue uno de los 20 participantes de la Copa Mundial de Rugby de 2023 que se realizó en Francia.
Fue la quinta participación de los Teros en la Copa Mundial de Rugby.

## Plantel
- Lista de 33 jugadores convocados para la Copa Mundial de Rugby de 2023.[2]

| Jugador               | Posición      | Fecha de nacimiento      | Caps | Club/provincia           |
| --------------------- | ------------- | ------------------------ | ---- | ------------------------ |
| Facundo Gattas        | Hooker        | 2 de julio de 1995       | 38   | Old Glory DC             |
| Germán Kessler        | Hooker        | 1 de julio de 1994       | 59   | Provence Rugby           |
| Guillermo Pujadas     | Hooker        | 6 de febrero de 1997     | 25   | Peñarol Rugby            |
| Matías Benítez        | Pilar         | 16 de mayo de 1988       | 43   | Peñarol Rugby            |
| Diego Arbelo          | Pilar         | 19 de agosto de 1994     | 17   | Peñarol Rugby            |
| Ignacio Péculo        | Pilar         | 22 de febrero de 1999    | 11   | Peñarol Rugby            |
| Reinaldo Piussi       | Pilar         | 18 de mayo de 1999       | 1    | Peñarol Rugby            |
| Mateo Sanguinetti     | Pilar         | 26 de julio de 1992      | 77   | Peñarol Rugby            |
| Felipe Aliaga         | Segunda Línea | 14 de septiembre de 1999 | 4    | Peñarol Rugby            |
| Ignacio Dotti         | Segunda Línea | 18 de agosto de 1994     | 58   | Peñarol Rugby            |
| Manuel Leindekar      | Segunda Línea | 23 de abril de 1997      | 25   | Aviron Bayonnais         |
| Manuel Ardao          | Ala           | 9 de septiembre de 1998  | 20   | Miami Sharks             |
| Lucas Bianchi         | Ala           | 26 de marzo de 2001      | 6    | Peñarol Rugby            |
| Santiago Civetta      | Ala           | 28 de febrero de 1998    | 22   | Old Boys Club            |
| Carlos Deus           | Ala           | 5 de julio de 2001       | 2    | Peñarol Rugby            |
| Manuel Diana          | N8            | 7 de marzo de 1996       | 36   | Peñarol Rugby            |
| Eric Dosantos         | N8            | 25 de febrero de 1995    | 13   | Peñarol Rugby            |
| Juan Manuel Rodríguez | N8            | 15 de diciembre de 1996  | 2    | Peñarol Rugby            |
| Santiago Álvarez      | Medio Scrum   | 24 de diciembre de 2001  | 5    | Peñarol Rugby            |
| Santiago Arata        | Medio Scrum   | 2 de septiembre de 1996  | 45   | Castres Olympique        |
| Agustín Ormaechea     | Medio Scrum   | 8 de marzo de 1991       | 54   | Stade Niçois             |
| Felipe Berchesi       | Apertura      | 12 de abril de 1991      | 43   | Union Sportive Dacquoise |
| Felipe Etcheverry     | Apertura      | 23 de junio de 1996      | 17   | Miami Sharks             |
| Juan Manuel Alonso    | Centro        | 19 de septiembre de 2001 | 7    | Peñarol Rugby            |
| Felipe Arcos Pérez    | Centro        | 17 de mayo de 2001       | 9    | Old Boys Club            |
| Andrés Vilaseca (c)   | Centro        | 8 de mayo de 1991        | 73   | Rugby Club Vannes        |
| Nicolás Freitas       | Centro        | 3 de julio de 1993       | 48   | Rugby Club Vannes        |
| Tomás Inciarte        | Centro        | 22 de octubre de 1996    | 30   | Miami Sharks             |
| Baltazar Amaya        | Wing          | 26 de mayo de 1999       | 6    | Old Boys Club            |
| Bautista Basso        | Wing          | 18 de enero de 2001      | 2    | Old Boys Club            |
| Ignacio Facciolo      | Wing          | 28 de diciembre de 1998  | 1    | CTM Rugby                |
| Rodrigo Silva         | Fullback      | 2 de noviembre de 1992   | 76   | Peñarol Rugby            |
| Gastón Mieres         | Fullback      | 5 de octubre de 1989     | 80   | Peñarol Rugby            |

## Partidos de preparación
| 29 de julio de 2023 | Uruguay | 26 - 25 | Chile | Estadio Charrúa, Montevideo |  |

| 5 de agosto de 2023 | Uruguay | 26 - 18 | Namibia | Estadio Charrúa, Montevideo |  |

| 18 de agosto de 2023 | Uruguay | 33 - 13 | Argentina XV | Estadio Charrúa, Montevideo |  |

## Participación

### Grupo A
| Posición | Selección     | Partidos | Partidos | Partidos  | Partidos | Tries a favor | Tantos  | Tantos    | Tantos     | Puntos extra | Puntos |
| Posición | Selección     | jugados  | ganados  | empatados | perdidos | Tries a favor | a favor | en contra | diferencia | Puntos extra | Puntos |
| -------- | ------------- | -------- | -------- | --------- | -------- | ------------- | ------- | --------- | ---------- | ------------ | ------ |
| 1.       | Francia       | 4        | 4        | 0         | 0        | 27            | 210     | 32        | +178       | 2            | 18     |
| 2.       | Nueva Zelanda | 4        | 3        | 0         | 1        | 38            | 253     | 47        | +206       | 3            | 15     |
| 3.       | Italia        | 4        | 2        | 0         | 2        | 13            | 114     | 181       | -67        | 2            | 10     |
| 4.       | Uruguay       | 4        | 1        | 0         | 3        | 9             | 65      | 164       | -99        | 1            | 5      |
| 5.       | Namibia       | 4        | 0        | 0         | 4        | 3             | 37      | 255       | -218       | 0            | 0      |

#### Partidos
| 14 de septiembre de 2023 | Francia | 27 – 12 | Uruguay | Estadio Pierre-Mauroy, Lille |  |

| 20 de septiembre de 2023 | Italia | 38 – 17 | Uruguay | Estadio de Niza, Niza |  |

| 27 de septiembre de 2023 | Uruguay | 36 – 26 | Namibia | Parc OL, Lyon |  |

| 5 de octubre de 2023 | Nueva Zelanda | 73 – 0 | Uruguay | Parc OL, Lyon |  |